# Toru Kaburagi
Toru Kaburagi (født 18. april 1976) er en tidligere japansk fodboldspiller.
Han har spillet for flere forskellige klubber i sin karriere, herunder FC Tokyo og Albirex Niigata.